# Wohltätigkeitsorden (Bulgarien)
Der Wohltätigkeitsorden wurde per Dekret vom 30. Mai 1917 durch den bulgarischen Zaren Ferdinand I. gestiftet und war zur Belohnung von Verdiensten auf dem Gebiet der Philanthropie und gemeinnützigen Tätigkeiten vorgesehen. Er konnte an Frauen und Männer sowie an In- und Ausländer zur Verleihung kommen.

## Ordensklassen
- I. Klasse
- II. Klasse
- III. Klasse
- IV. Klasse

## Ordensdekoration
Das Ordenszeichen ist ein aus Silber gefertigtes weiß emailliertes Kreuz mit einer rot emaillierten Einfassung. In den Kreuzwinkeln sind die verschlungenen und von einer Krone überragten Initialen des Stifters zu sehen. Mittig auf dem Kreuz liegt ein rundes, weiß emailliertes Medaillon, in dem ein emailliertes Rotes Kreuz zu sehen ist. Um das Medaillon verläuft ein rot emaillierter Reif mit der kyrillischen Inschrift NA CHOVEKOLYUBTSI 1916 (Für Philanthropie 1916). Im Revers ist im Medaillon der nach recht gewendete bekrönte bulgarische Wappenlöwe mit der Umschrift BULGARSKA PRIZNATELNOST  (Bulgariens Dankbarkeit) zu sehen. Die III. Klasse ist lediglich im Medaillon emailliert, die IV Klasse ausschließlich im Avers.

## Trageweise
Die I. & II. Klasse wurde von Herren als Halsorden getragen, wobei die I. Klasse zusätzlich mit einem Bruststern dekorierte. Der Bruststern stellt ein vergrößertes Ordenszeichen dar. Inhaber der III. und IV. Klasse trugen die Auszeichnung an einem Dreiecksband auf der linken Brustseite.
Frauen dekorierten die Auszeichnung an der Damenschleife.
Das Ordensband ist weiß mit einem von innen nach außen verlaufenden weißen und mintgrünen waagrechten sowie einem roten Seitenstreifen.